# SC DHfK Leipzig
Sportclub Deutsche Hochschule für Körperkultur Leipzig er en tysk herrehåndboldklub fra Leipzig, Tyskland. Klubben blev etableret i 1954 og ledes af præsidenten Christoph Hensel. Hjemmekampene bliver spillet i Arena Leipzig. Holdet spiller pr. 2020, i Bundesligaen.

## Aktuel trup

### Spillertruppen 2019-20
| Målvogter - 01 Jens Vortmann - 35 Joel Birlehm LW - 11 Lukas Binder - 92 Raul Santos RW - 04 Patrick Wiesmach - 08 Lukas Krzikalla Stregspiller - 19 Bastian Roscheck - 28 Maciej Gębala - 34 Alen Milosevic | LB - 18 Philipp Müller - 20 Philipp Weber - 22 Marko Mamić CB - 07 Luca Witzke - 13 Maximilian Janke - 14 Niclas Pieczkowski RB - 03 Franz Semper - 25 Gregor Remke |